# Stachytarpheta grisea
Stachytarpheta grisea là một loài thực vật có hoa trong họ Cỏ roi ngựa. Loài này được Moldenke miêu tả khoa học đầu tiên năm 1984.